# Quần đảo Nam, Singapore

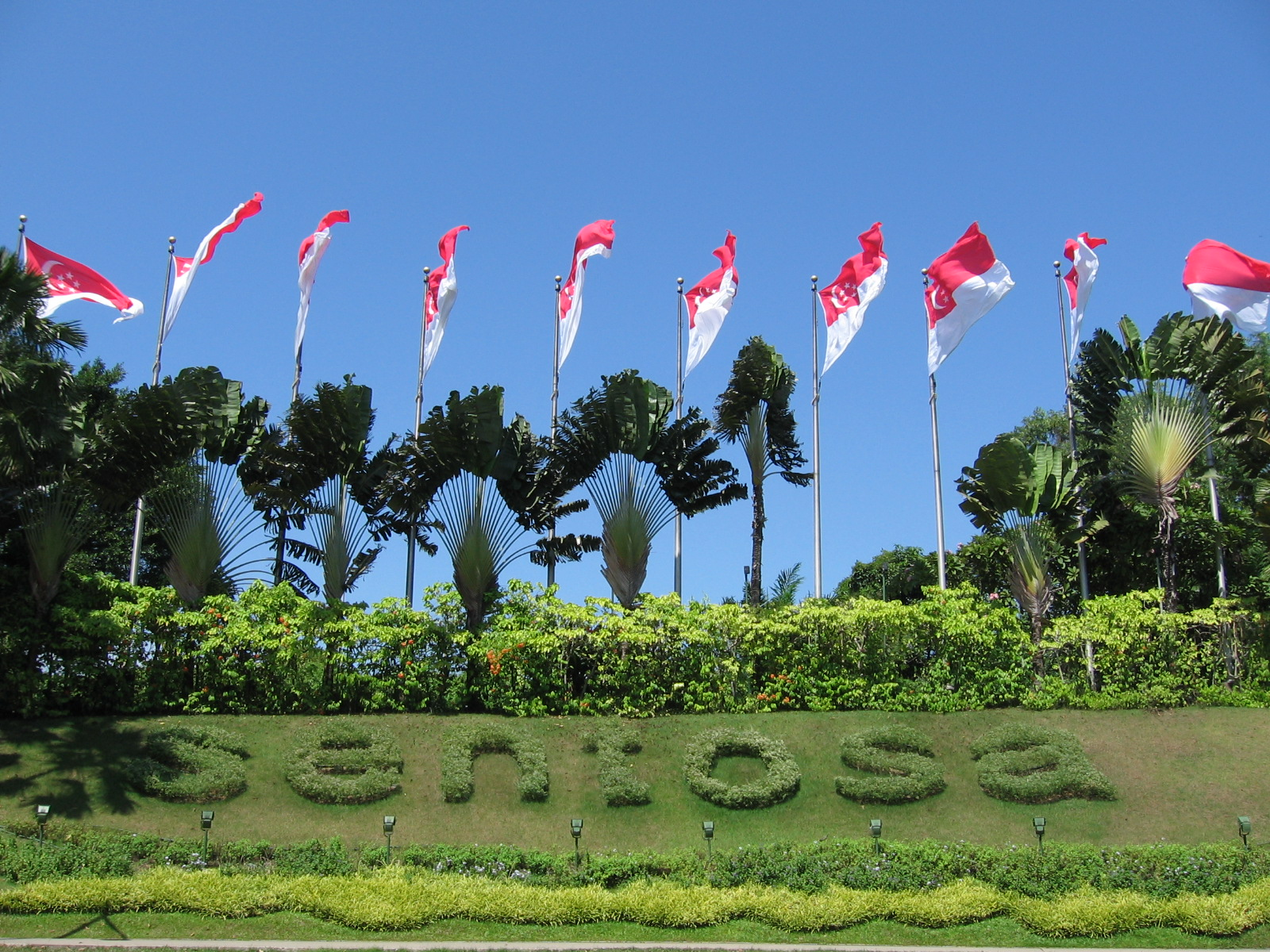
Sentosa, một trong 8 đảo chính ở Quần đảo phía Nam. Nó đã được phát triển thành một địa điểm thu hút khách du lịch tại Singapore.

Quần đảo Nam là khu quy hoạch ở Vùng Trung tâm, Singapore, gồm 8 đảo lớn là đảo Kusu, đảo Lazarus, đảo Seringat, đảo Tekukor, đảo Saint John, Sentosa và đảo Chị Em. Quần đảo có tổng diện tích khoảng 5,58 kilômét vuông (2,15 dặm vuông Anh). Tổng công ty phát triển Sentosa giám sát sự phát triển và duy trì các đảo ngoài khơi phía nam Singapore.
Khu quy hoạch Quần đảo Nam tọa lạc tại Eo biển Singapore, về phía Nam của khu quy hoạch Bukit Merah. Nó cũng có chung hải giới với khu quy hoạch Quần đảo Tây.